# Barton upon Irwell
Barton upon Irwell är en ort i distriktet Salford, i grevskapet Greater Manchester, i England. Barton upon Irwell var en civil parish från 1866 till 1894 då den blev en del av Eccles, Irlam, Davyhulme, Barton Moss och Pendleton. Denna civil parish hade 35 826 invånare år 1891.